# Склерома
Склерома — хроническое инфекционное заболевание верхних дыхательных путей в виде ограниченных или диффузных инфильтратов на фоне атрофии слизистой оболочки. На месте инфильтратов формируется рубцовая ткань, приводящая к сужению различных отделов дыхательного тракта.

## Эпидемиология
Очаги склеромы встречаются в таких странах, как  Индонезия, Бразилия, Мексика.

## Этиология
Заболевание вызывает палочка Волковича-Фриша — Klebsiella scleromae. Это неподвижная, грамотрицательная палочка с закругленными концами, которая располагается одиночно или короткими цепями. Спор не образует. Может образовывать капсулу.
Пути передачи:
- воздушно-капельный;
- контактный.

Возбудитель малотоксичен, поэтому для развития склеромы необходим продолжительный контакт с больным склеромой или длительное пребывание человека в определенной климатической зоне.

## Патоморфология
Патоморфологическим субстратом склеромы является инфильтрат, который состоит из фиброзной соединительной ткани с большим количеством плазматических клеток и сосудов. В этом образовании находятся специфические клетки для данного заболевания: большие клетки Микулича, капсульные бактерии Фриша-Волковича (находящиеся в вакуолях клеток) и гиалиновые шары - тельца Русселя.

## Клиническая картина
Заболевание имеет длительный инкубационный период, равный 3-5 годам. При склероме наиболее часто поражаются следующие отделы: передние отделы носа, область хоан, подголосовое пространство гортани, бифуркации трахеи и бронхов.
Жалобы пациентов, в основном, зависят от уровня поражения: нарушение носового дыхания, ощущение сухости во рту, ощущение сухости в горле, сухой кашель, охриплость голоса, одышка при нагрузке.
Заболевание развивается медленно, с самого начала принимая хроническое течение, без болей и повышения температуры тела. Специфические склеромные инфильтраты располагаются, как правило, симметрично и не проявляют склонности к распаду и изъязвлению, а подвергаются рубцеванию.
Выделяют следующие формы склеромы:
- Атрофическая.
- Скрытая.
- Инфильтративная.
- Рубцовая.
- Смешанная.
- Атипичная[4].

## Диагностика
Диагноз ставят на основании эпидемиологического анамнеза, клинического течения, а также наличия в дыхательных путях рубцующихся инфильтратов и отсутствия болей и изъязвлений.
Используют следующие лабораторные и инструментальные исследования:
- рентгенологическое исследование
- трахеобронхоскопия
- бронхография
- серологическое исследование со склеромным антигеном
- бактериологическое исследование отделяемого из носа и глотки

## Лечение
Лечение делится на консервативное и хирургическое.  В основе консервативного лечения лежит антибактериальная терапия. Препаратом выбора является стрептомицин в дозе 500000 ЕД 2 раза в день. Хирургическое лечение заключается в иссечении инфильтратов, рубцов и удалении их различными путями.